# Liste der Deutschen Meister im 50-km-Gehen
Das 50-km-Gehen war in der Leichtathletik-Historie die erste Gehstrecke, deren Distanz sich international und national etabliert hat. In der Anfangszeit des Gehsports variierten die Streckenlängen der angebotenen Wettbewerbe immer wieder, aber seit den Olympischen Spielen 1932 war diese Disziplin als längste olympische Gehstrecke – mit Ausnahme von 1976 – fest im Programm, allerdings nur bei den Männern. Das Frauengehen kam erst in den frühen 1980er Jahren mit deutlich kürzeren Distanzen ins offizielle Wettkampfprogramm. Allerdings wurde auch das 50-km-Gehen nach einem Beschluss des Weltleichtathletikverbands für Frauen geöffnet. So durften sie bei der Mannschafts-Weltmeisterschaft in Rom 2017 erstmals an den Start gehen. Im olympischen Programm wurde die Strecke für Frauen noch nicht aufgenommen, in der weiteren Entwicklung ergab sich dann eine neue Situation, als das 50-km-Gehen von 2022 an aus dem Wettkampfangebot der internationalen Meisterschaften und Olympischen Spiele herausgenommen wurde und durch das Gehen über die Distanz von 35 Kilometern abgelöst wurde. Das fand in dieser Form auch Berücksichtigung bei den Deutschen Meisterschaften. Ab 2022 wurde die längste Gehstrecke für Frauen und Männer über 35 Kilometer ausgetragen.
Bei den Deutschen Meisterschaften wurde das 50-km-Gehen bis zuletzt, das heißt bis einschließlich 2021, nur bei den Männern ausgetragen. Meisterschaften auf dieser Strecke fanden von 1920 bis 1941, in der Bundesrepublik ab 1949 und in der DDR ab 1951 statt. 1953 traten bei den Meisterschaften in der Bundesrepublik auch Athleten aus der DDR an, Rudolf Korb aus Dresden wurde 1953 Dritter bei den DDR-Meisterschaften und gewann den Titel in der Bundesrepublik. Im Programm der gesamtdeutschen Leichtathletik-Meisterschaften war der Wettbewerb bei den Männern von 1991 bis 2021 fester Bestandteil.
Um die bei Deutschen Meisterschaften ausgetragenen Gehwettbewerbe komplett in den verschiedenen Auflistungen zu den Disziplinen dieser Meisterschaften zu erfassen, ist hier noch eine weitere heute nicht mehr ins Programm gehörende längere Strecke aufgeführt, die Deutsche Meisterschaften von 1906 bis 1912 wurden über 100 Kilometer ausgetragen.
Eine Mannschaftswertung im 50-km-Gehen wurde im Jahr 1927 eingeführt, die dann bis 1941 regelmäßiger Bestandteil des Meisterschaftsprogramms war und in der Bundesrepublik ab 1949, als das 50-km-Gehen bei den Deutschen Meisterschaften wieder mit aufgenommen wurde, von Anfang an außer im Jahr 2000, zusätzlich gewertet wurde. Ab 2003 gab es wegen der stark geschrumpften Teilnehmerfelder keine Teamwertungen mehr. In die Wertung kamen dazu die jeweils besten drei Geher eines Teams. Anfangs waren die Platzierungen der Maßstab für die Reihenfolge, ab 1941 dann die Addition der jeweiligen Einzelzeiten.

## Deutsche Meisterschaftsrekorde
| Einzelwertung      | 3:43:44 h  | Jonathan Hilbert (LG Ohra Energie)                                   | Frankfurt am Main | 10. April 2021 |
| Mannschaftswertung | 12:04:53 h | LAC Quelle Fürth/München (Denis Franke, Peter Zanner, Michael Lohse) | Naumburg          | 6. Juli 1999   |

## Gesamtdeutsche Meister von 1991 bis 2021 (DLV)
Das 50-km-Gehen wurde bis 2021 nur für Männer ausgetragen.
| Jahr | Ort                                            | Datum                                          | Athlet                                         | Zeit [h]                                       |                                                |
| ---- | ---------------------------------------------- | ---------------------------------------------- | ---------------------------------------------- | ---------------------------------------------- | ---------------------------------------------- |
| 2021 | Frankfurt am Main                              | 10. April                                      | Jonathan Hilbert (LG Ohra Energie)             | 3:43:44                                        |                                                |
| 2020 | Wettbewerb wegen COVID-19-Pandemie ausgefallen | Wettbewerb wegen COVID-19-Pandemie ausgefallen | Wettbewerb wegen COVID-19-Pandemie ausgefallen | Wettbewerb wegen COVID-19-Pandemie ausgefallen | Wettbewerb wegen COVID-19-Pandemie ausgefallen |
| 2019 | Wettbewerb nicht ausgetragen                   | Wettbewerb nicht ausgetragen                   | Wettbewerb nicht ausgetragen                   | Wettbewerb nicht ausgetragen                   | Wettbewerb nicht ausgetragen                   |
| 2018 | Aschersleben                                   | 14. Oktober                                    | Jonathan Hilbert (LG Ohra Energie)             | 3:51:22                                        |                                                |
| 2017 | Gleina                                         | 14. Oktober                                    | Nathaniel Seiler (TV Bühlertal)                | 4:00:43                                        |                                                |
| 2016 | Andernach                                      | 8. Oktober                                     | Carl Dohmann (SCL-Heel Baden-Baden)            | 3:47:57                                        |                                                |
| 2015 | Andernach                                      | 10. Oktober                                    | Carl Dohmann (SCL-Heel Baden-Baden)            | 3:50:12                                        |                                                |
| 2014 | Gleina                                         | 11. Oktober                                    | Nils Brembach (SC Potsdam)                     | 3:54:47                                        |                                                |
| 2013 | Gleina                                         | 19. Oktober                                    | Carl Dohmann (SCL-Heel Baden-Baden)            | 3:57:58                                        |                                                |
| 2012 | Gleina                                         | 13. Oktober                                    | Carsten Schmidt (SCC Berlin)                   | 4:14:32                                        |                                                |
| 2011 | Naumburg                                       | 24. September                                  | Carsten Schmidt (SCC Berlin)                   | 3:54:54                                        |                                                |
| 2010 | Gleina                                         | 18. September                                  | Carsten Schmidt (SCC Berlin)                   | 4:02:51                                        |                                                |
| 2009 | Zittau                                         | 25. April                                      | Helmut Prieler (SpVgg Niederaichbach)          | 4:48:44                                        |                                                |
| 2008 | Gleina                                         | 20. September                                  | Christopher Linke (SC Potsdam)                 | 4:03:59                                        |                                                |
| 2007 | Zittau                                         | 21. April                                      | Maik Berger (SC Potsdam)                       | 3:54:24                                        |                                                |
| 2006 | Biberach                                       | 8. April                                       | André Höhne (SCC Berlin)                       | 3:56:37                                        |                                                |
| 2005 | Gleina                                         | 24. September                                  | Frank Werner (SV Einheit Worbis)               | 4:12:40                                        |                                                |
| 2004 | Gleina                                         | 2. Oktober                                     | Denis Franke (LAC Quelle Fürth/München)        | 4:36:29                                        |                                                |
| 2003 | Naumburg                                       | 13. April                                      | Andreas Erm (SC Potsdam)                       | 3:43:53                                        |                                                |
| 2002 | Naumburg                                       | 5. Mai                                         | Andreas Erm (TV Friesen Naumburg)              | 3:45:28                                        |                                                |
| 2001 | Naumburg                                       | 8. April                                       | Denis Franke (LAC Quelle Fürth/München)        | 4:37:56                                        |                                                |
| 2000 | Naumburg                                       | 30. April                                      | Denis Trautmann (LGV Gleina)                   | 3:52:06                                        |                                                |
| 1999 | Naumburg                                       | 6. Juli                                        | Robert Ihly (LG Offenburg)                     | 3:51:06                                        |                                                |
| 1998 | Naumburg                                       | 23. Mai                                        | Robert Ihly (LG Offenburg)                     | 3:52:39                                        |                                                |
| 1997 | Naumburg                                       | 25. Mai                                        | Thomas Wallstab (LG Offenburg)                 | 5:51:44                                        |                                                |
| 1996 | Naumburg                                       | 28. April                                      | Ronald Weigel (LAC Halensee Berlin)            | 3:51:46                                        |                                                |
| 1995 | Boppard                                        | 25. Mai                                        | Axel Noack (OSC Berlin)                        | 3:52:45                                        |                                                |
| 1994 | Offenburg                                      | 1. Mai                                         | Ronald Weigel (LAC Halensee Berlin)            | 3:52:56                                        |                                                |
| 1993 | Kerpen-Horrem                                  | 23. Mai                                        | Hartwig Gauder (TSV Erfurt)                    | 3:52:46                                        |                                                |
| 1992 | Berlin                                         | 19. April                                      | Ronald Weigel (OSC Potsdam)                    | 3:51:37                                        |                                                |
| 1991 | Naumburg                                       | 21. April                                      | Ronald Weigel (OSC Potsdam)                    | 3:45:57                                        |                                                |

## 1949 bis 1990: Meister in derBundesrepublik Deutschlandbzw. derTrizone(DLV) / Meister in derDDRbzw. derSBZ(DVfL)
Das 50-km-Gehen wurde nur für Männer ausgetragen.
| Jahr | Bundesrepublik Deutschland | Bundesrepublik Deutschland | Bundesrepublik Deutschland                  | Bundesrepublik Deutschland | DDR                          | DDR                          | DDR                                  | DDR                          |
| Jahr | Ort                        | Datum                      | Athlet                                      | Zeit [h]                   | Ort                          | Datum                        | Athlet                               | Zeit [h]                     |
| ---- | -------------------------- | -------------------------- | ------------------------------------------- | -------------------------- | ---------------------------- | ---------------------------- | ------------------------------------ | ---------------------------- |
| 1990 | Baunatal                   | 14. Okt.                   | Robert Ihly (LFV Schutterwald)              | 4:00:23                    |                              |                              | Axel Noack (TSC Berlin)              | 4:13:42                      |
| 1989 | Boppard                    | 22. Okt.                   | Robert Ihly (LFV Schutterwald)              | 4:05:46                    |                              |                              | Bernd Gummelt (ASK Potsdam)          | 3:53:36                      |
| 1988 | Eschborn                   | 24. April                  | Alfons Schwarz (LAC Quelle Fürth)           | 3:56:14                    |                              |                              | Ronald Weigel (ASK Potsdam)          | 3:42:33                      |
| 1987 | Bremen                     | 11. Okt.                   | Alfons Schwarz (LAC Quelle Fürth)           | 4:05:12                    |                              |                              | Dietmar Meisch (TSC Berlin)          | 3:48:03                      |
| 1986 | Ichenhausen                | 20. April                  | Alfons Schwarz (LAC Quelle Fürth)           | 4:01:28                    |                              |                              | Hartwig Gauder (SC Turbine Erfurt)   | 3:43:52                      |
| 1985 | Lippstadt                  | 19. Mai                    | Horst-Joachim Matern (LAC Quelle Fürth)     | 4:02:39                    | Leipzig                      | 9.–11. Aug.                  | Ronald Weigel (ASK Potsdam)          | 3:47:15                      |
| 1984 | Bad Krozingen              | 15. April                  | Walter Schwoche (Eintracht Hildesheim)      | 3:57:26                    | Weißwasser                   | 7. Okt.                      | Axel Noack (TSC Berlin)              | 4:00:41                      |
| 1983 | Bad Kreuznach              | 17. April                  | Karl Degener (VfL Wolfsburg)                | 4:00:30                    | Naumburg                     | 1. Mai                       | Ronald Weigel (ASK Potsdam)          | 3:41:31 (DBL)                |
| 1982 | Ahlen                      | 3. Okt.                    | Karl Degener (VfL Wolfsburg)                | 4:05:36                    | Dresden                      | 30. Juni – 3. Juli           | Hartwig Gauder (SC Turbine Erfurt)   | 3:49:44                      |
| 1981 | Wolfsburg                  | 25. April                  | Karl Degener (VfL Wolfsburg)                | 4:07:40                    | Berlin                       | 18. Juli                     | Uwe Dünkel TSC Berlin                | 3:45:51 (DBL)                |
| 1980 | Achern-Önsbach             | 21. Sept.                  | Heinrich Schubert (Eintracht Bad Kreuznach) | 4:07:02                    |                              |                              | Hans-Jürgen Lange (Dynamo Meiningen) |                              |
| 1979 | Stuttgart                  | 11. Aug.                   | Hans Binder (LAC Quelle Fürth)              | 4:03:34                    | Leipzig                      | 7./8. Juli                   | Hartwig Gauder (SC Turbine Erfurt)   | 4:01:20                      |
| 1978 | Eschborn                   | 1. Okt.                    | Hans Binder (Post-SV Mühldorf)              | 3:58:54,1                  |                              |                              | Roland Wieser (SC Dynamo Berlin)     | 4:07:39                      |
| 1977 | Mühldorf                   | 9. Okt.                    | Gerhard Weidner (TSV Salzgitter)            | 4:09:40,0                  | Dresden                      |                              | Ralf Knütter (Vorwärts Cottbus)      | 4:22:42                      |
| 1976 | Rhede                      | 10. Okt.                   | Gerhard Weidner (TSV Salzgitter)            | 4:07:00                    | K.-Marx-Stadt                |                              | Steffen Müller (SC Dynamo Berlin)    | 4:04:47                      |
| 1975 | Holzkirchen                | 13. Juli                   | Bernd Kannenberg (LAC Quelle Fürth)         | 4:01:33,4                  | Erfurt                       |                              | Olaf Pilarski (SC Dynamo Berlin)     | 4:13:13                      |
| 1974 | Salzgitter                 | 13. Okt.                   | Gerhard Weidner (TSV Salzgitter)            | 4:00:51,0                  |                              |                              | Winfried Skotnicki (TSC Berlin)      | 4:03:04                      |
| 1973 | Eschborn                   | 16. Sept.                  | Bernd Kannenberg (LAC Quelle Fürth)         | 4:07:56,2                  |                              |                              | Peter Selzer (SC Dynamo Berlin)      | 4:04:07                      |
| 1972 | Eschborn                   | 17. Juni                   | Bernd Kannenberg (LAC Quelle Fürth)         | 4:07:43,8                  |                              |                              | Karl-Heinz Stadtmüller (TSC Berlin)  | 4:06:00                      |
| 1971 | Achern-Önsbach             | 11. Juli                   | Bernhard Nermerich (Eintracht Frankfurt)    | 4:05:39,6                  |                              |                              | Christoph Höhne (SC Dynamo Berlin)   | 4:07:25                      |
| 1970 | Eschborn                   | 19. Juli                   | Peter Schuster (Eintracht Frankfurt)        | 4:06:28,6                  |                              |                              | Christoph Höhne (SC Dynamo Berlin)   | 4:06:00                      |
| 1969 | Eschborn                   | 20. Juli                   | Bernhard Nermerich (Eintracht Frankfurt)    | 4:07:27,2                  |                              |                              | Christoph Höhne (SC Dynamo Berlin)   | 4:19:44                      |
| 1968 | Friedrichsgabe             | 21. Juli                   | Bernhard Nermerich (Eintracht Frankfurt)    | 4:06:32,4                  |                              |                              | Christoph Höhne (SC Dynamo Berlin)   | 4:11:30                      |
| 1967 | Stuttgart                  | 5. Aug.                    | Bernhard Nermerich (Eintracht Frankfurt)    | 4:15:57,2                  |                              |                              | Peter Selzer (SC Dynamo Berlin)      | 4:16:59                      |
| 1966 | Friedrichsgabe             | 17. Juli                   | Gerhard Weidner (TSV Salzgitter)            | 4:22:55,4                  |                              |                              | Peter Selzer (SC Dynamo Berlin)      | 4:19:15                      |
| 1965 | Bietigheim                 | 19. Sept.                  | Karl-Heinz Pape (TSV Salzgitter)            | 4:27:12,8                  |                              |                              | Christoph Höhne (SC Dynamo Berlin)   | 4:17:50                      |
| 1964 | Karlsruhe                  | 18. Juni                   | Bernhard Nermerich (Eintracht Frankfurt)    | 4:16:19,8                  |                              |                              | Christoph Höhne (SC Dynamo Berlin)   | 4:18:19                      |
| 1963 | Eschborn                   | 27. Okt.                   | Gert Jannsen (Berliner SC)                  | 4:18:40,0                  |                              |                              | Christoph Höhne (SC Dynamo Berlin)   | 4:10:46                      |
| 1962 | Altenrath                  | 30. Juni                   | Julius Müller (Eintracht Frankfurt)         | 4:36:02,6                  |                              |                              | Helmut Wilke (SC Aufbau Magdeburg)   | 4:30:01                      |
| 1961 | Friedrichsgabe             | 28. Juli                   | Heinz Mayr (Eintracht Braunschweig)         | 4:44:20,6                  |                              |                              | Hannes Koch (SC Einheit Berlin)      | 4:33:51                      |
| 1960 | Celle                      | 2. Okt.                    | Claus Biethan (SV Friedrichsgabe)           | 4:46:58                    |                              |                              | Max Weber (Dynamo Leipzig)           | 4:27:33                      |
| 1959 | Delmenhorst                | 16. Aug.                   | Claus Bartels (Hamburger SV)                | 4:44:08                    |                              |                              | Hannes Koch (SC Einheit Berlin)      | 4:35:59                      |
| 1958 | Rottach-Egern              | 5. Okt.                    | Horst Thomanske (Eintracht Braunschweig)    | 4:43:52,2                  |                              |                              | Max Weber (Dynamo Leipzig)           | 4:37:59                      |
| 1957 | Stuttgart                  | 6. Okt.                    | Claus Biethan (Hamburger SV)                | 4:27:48,6                  |                              |                              | Max Weber (Dynamo Leipzig)           | 4:57:23                      |
| 1956 | Bielefeld                  | 30. Sept.                  | Claus Biethan (Hamburger SV)                | 4:59:49,8                  |                              |                              | Max Weber (Dynamo Leipzig)           | 4:52:51                      |
| 1955 | Dortmund                   | 25. Sept.                  | Wolfgang Döring (Grün-Weiß Essen)           | 5:12:58,2                  |                              |                              | Max Weber (Dynamo Leipzig)           | 4:46:30                      |
| 1954 | Leverkusen                 | 24. Juli                   | Hermann Grittner (ESV Olympia Köln)         | 5:10:20,2                  |                              |                              | Erich Kunz (Dynamo Leipzig)          | 5:04:50                      |
| 1953 | Nürnberg                   | 23. Aug.                   | Rudolf Korb (BSG Motor Dresden-Ost)         | 5:07:10                    |                              |                              | Kurt Sakowski (Einheit NO Berlin)    | 4:59:43                      |
| 1952 | Hamburg                    | 8. Juni                    | Rudolf Lüttge (Eintracht Braunschweig)      | 4:38:40                    |                              |                              | Martin Ebert (SV DVP Leipzig)        | 4:56:13                      |
| 1951 | Braunschweig               | 9. Sept.                   | Rudolf Lüttge (Eintracht Braunschweig)      | 4:58:06                    |                              |                              | Horst Voigt (Dresden-Niedersedlitz)  | 5:19:23                      |
| 1950 | München                    | 20. Aug.                   | Hermann Grittner (ESV Olympia Köln)         | 4:52:05                    | Wettbewerb nicht ausgetragen | Wettbewerb nicht ausgetragen | Wettbewerb nicht ausgetragen         | Wettbewerb nicht ausgetragen |
| 1949 | Stuttgart                  | 21. Aug.                   | Friedrich Prehn (SV Polizei Hamburg)        | 4:44:20                    | Wettbewerb nicht ausgetragen | Wettbewerb nicht ausgetragen | Wettbewerb nicht ausgetragen         | Wettbewerb nicht ausgetragen |

## Deutsche Meister 1920 bis 1941 (DLV)
Das 50-km-Gehen wurde nur für Männer ausgetragen.
| Jahr | Ort               | Datum        | Athlet                                  | Zeit [h]        |
| ---- | ----------------- | ------------ | --------------------------------------- | --------------- |
| 1941 | Berlin            | 24. August   | Hermann Grittner (Reichsbahn SV Köln)   | 4:31:13,8       |
| 1940 | Berlin            | 18. August   | Fritz Bleiweiß (Berliner AK)            | 4:47:43         |
| 1939 | Kassel            | 30. Juli     | Friedrich Prehn (TSG Leipzig-Lindenau)  | 4:51:13,5       |
| 1938 | Erfurt            | 7. August    | Herbert Dill (Reichsbahn SV Berlin)     | 4:45:32         |
| 1937 | Bonn              | 25. Juli     | Friedrich Prehn (TSG Leipzig-Lindenau)  | 4:34:21,2       |
| 1936 | Berlin            | 21. Juli     | Fritz Bleiweiß (Berliner AK)            | 4:48:57         |
| 1935 | Berlin            | 3. August    | Karl Hähnel (Schwarz-Weiß Erfurt)       | 5:02:19,3       |
| 1934 | Frankfurt am Main | 12. August   | Karl Hähnel (Schwarz-Weiß Erfurt)       | 4:46:15         |
| 1933 | Duisburg          | 1. Oktober   | Paul Sievert (Reichsbahn-SV Berlin)     | 4:58:49         |
| 1932 | Berlin            | 2. Oktober   | Karl Hähnel (Schwarz-Weiß Erfurt)       | 4:26:28,2 (DBL) |
| 1931 | München           | 4. Oktober   | Franz Reichel (SC Bajuwaren München)    | 4:40:45         |
| 1930 | Duisburg          | 5. Oktober   | Karl Hähnel (Schwarz-Weiß Erfurt)       | 4:57:17         |
| 1929 | Berlin            | 14. Oktober  | Karl Hähnel (Schwarz-Weiß Erfurt)       | 4:54:26,5       |
| 1928 | Nürnberg          | 7. Oktober   | Karl Hähnel (Schwarz-Weiß Erfurt)       | 5:01:21         |
| 1927 | Erfurt            | 2. Oktober   | Karl Hähnel (Schwarz-Weiß Erfurt)       | 4:46:22         |
| 1926 | Berlin            | 3. Oktober   | Karl Hähnel (Schwarz-Weiß Erfurt)       | 4:37:39,5       |
| 1925 | Düsseldorf        | 25. Oktober  | Paul Sievert (Neuköllner Sportfreunde)  | 4:42:31         |
| 1924 | München           | 5. Oktober   | Paul Sievert (Neuköllner Sportfreunde)  | 4:34:03         |
| 1923 | Leipzig           | 7. Oktober   | Max Köhler (SC Komet Berlin)            | 5:11:14,8       |
| 1922 | Berlin            | 1. Juli      | Karl Hähnel (TV Ilversgehofen)          | 4:41:40,0       |
| 1921 | München           | 7. September | Hermann Müller (ASC Marathon Berlin)    | 4:40:14,3       |
| 1920 | Minden            | 24. Oktober  | Richard Schötz (Duisburger SV Viktoria) | 5:01:58         |

## 100-km-Gehen: Deutsche Meister 1906 bis 1912 (DLV)
Das 100-km-Gehen wurde nur für Männer ausgetragen.
| Jahr | Ort               | Datum         | Athlet                                    | Zeit [h]   |
| ---- | ----------------- | ------------- | ----------------------------------------- | ---------- |
| 1912 | München           | 1. September  | Carl Brockmann (SC Charlottenburg Berlin) | 10:24:02,4 |
| 1911 | Hamburg           | 4. Juni       | Otto Buckow (Berliner AK)                 | 11:22:00,0 |
| 1910 | Nürnberg          | 16. Oktober   | Carl Brockmann (SC Westen 05 Berlin)      | 10:39:21,4 |
| 1909 | Berlin            | 26. September | Wilhelm Schmidt (1. FC Nürnberg)          | 11:03:00,8 |
| 1908 | Kiel              | 18. Juni      | Ernst Seiffert (SC Komet Berlin)          | 11:16:28,0 |
| 1907 | Frankfurt am Main | 12. Mai       | Fritz Preiss (FC Hermania Frankfurt)      | 11:56:00,0 |
| 1906 | Berlin            | 3. Juni       | Richard Wilhelm (SC Komet Berlin)         | 11:15:21,2 |

## Mannschaften: Gesamtdeutsche Meister 1991 bis 2002 (DLV)
Das 50-km-Gehen wurde nur für Männer ausgetragen.
| Jahr | Ort           | Datum     | Verein                                                                     | Zeit [h]                             |
| ---- | ------------- | --------- | -------------------------------------------------------------------------- | ------------------------------------ |
| 2002 | Naumburg      | 5. Mai    | LGV Gleina (Denis Trautmann, Michael Lohse, Frank Putzer)                  | 13:23:19                             |
| 2001 | Naumburg      | 8. April  | LAC Quelle Fürth/München (Denis Franke, Michael Lohse, Steffen Borsch)     | 13:01:55                             |
| 2000 | Naumburg      | 30. April | keine Mannschaftswertung ausgetragen                                       | keine Mannschaftswertung ausgetragen |
| 1999 | Naumburg      | 6. Juli   | LAC Quelle Fürth/München (Denis Franke, Peter Zanner, Michael Lohse)       | 12:04:53                             |
| 1998 | Naumburg      | 23. Mai   | LAC Quelle Fürth/München (Peter Zanner, Denis Franke, Michael Lohse)       | 12:08:11                             |
| 1997 | Naumburg      | 25. Mai   | OSC Berlin (Axel Noack, Volkmar Scholz, Andreas Klose)                     | 13:06:33                             |
| 1996 | Naumburg      | 28. April | LAC Quelle Fürth/München (Peter Zanner, Alfons Schwarz, Hardy Koschollek)  | 13:34:39                             |
| 1995 | Boppard       | 25. Mai   | LAC Quelle Fürth/München (Peter Zanner, Andreas Hackbusch, Alfons Schwarz) | 13:03:23                             |
| 1994 | Offenburg     | 1. Mai    | LAC Quelle Fürth/München (Peter Zanner, Alfons Schwarz, Hardy Koschollek)  | 12:52:38                             |
| 1993 | Kerpen-Horrem | 23. Mai   | Berliner SV 1892 (Volkmar Scholz, Matthias Hütler, Detlef Heitmann)        | 13:04:24                             |
| 1992 | Berlin        | 19. April | Berliner SV 1892 (Volkmar Scholz, Carlo Müller, Karl Degener)              | 12:57:09                             |
| 1991 | Naumburg      | 21. April | LAC Quelle Fürth (Robert Mildenberger, Alfons Schwarz, Manfred Kreutz)     | 13:16:06                             |

## Mannschaften, 1949 bis 1990: Meister in derBundesrepublik Deutschlandbzw. derTrizone(DLV) / Meister in derDDRbzw. derSBZ(DVfL)
Das 50-km-Gehen wurde nur für Männer ausgetragen.
| Jahr | Bundesrepublik Deutschland | Bundesrepublik Deutschland | Bundesrepublik Deutschland                                                      | Bundesrepublik Deutschland | DDR                                                                   |
| Jahr | Ort                        | Datum                      | Verein                                                                          | Zeit [h]                   | Verein                                                                |
| ---- | -------------------------- | -------------------------- | ------------------------------------------------------------------------------- | -------------------------- | --------------------------------------------------------------------- |
| 1990 | Baunatal                   | 14. Okt.                   | LFV Schutterwald (Robert Ihly, Horst Kiepert, Detlef Heitmann)                  | 13:23:30                   | keine Mannschaftswertung ausgetragen                                  |
| 1989 | Boppard                    | 22. Okt.                   | Berliner SV 1892 (Oliver Oefelein, Matthias Hütler, Reiner Offel)               | 13:58:27                   | keine Mannschaftswertung ausgetragen                                  |
| 1988 | Eschborn                   | 24. April                  | LAC Quelle Fürth (Alfons Schwarz, Robert Mildenberger, Wolfgang Wiedemann)      | 12:26:19                   | keine Mannschaftswertung ausgetragen                                  |
| 1987 | Bremen                     | 11. Okt.                   | LAC Quelle Fürth (Alfons Schwarz, Robert Mildenberger, Horst-Joachim Matern)    | 13:17:40                   | keine Mannschaftswertung ausgetragen                                  |
| 1986 | Ichenhausen                | 20. April                  | LAC Quelle Fürth (Alfons Schwarz, Robert Mildenberger, Horst-Joachim Matern)    | 12:25:57                   | keine Mannschaftswertung ausgetragen                                  |
| 1985 | Lippstadt                  | 19. Mai                    | LAC Quelle Fürth (Horst-Joachim Matern, Robert Mildenberger, Alfons Schwarz)    | 12:14:23                   | keine Mannschaftswertung ausgetragen                                  |
| 1984 | Bad Krozingen              | 15. April                  | LAC Quelle Fürth (Horst-Joachim Matern, Robert Mildenberger, Alfons Schwarz)    | 12:15:05                   | keine Mannschaftswertung ausgetragen                                  |
| 1983 | Bad Kreuznach              | 17. April                  | LAC Quelle Fürth (Horst-Joachim Matern, Alfons Schwarz, Leo Frey)               | 12:34:49                   | keine Mannschaftswertung ausgetragen                                  |
| 1982 | Ahlen                      | 3. Okt.                    | VfL Wolfsburg (Karl Degener, Jürgen Meyer, Michael Ritter)                      | 12:54:54                   | keine Mannschaftswertung ausgetragen                                  |
| 1981 | Wolfsburg                  | 25. April                  | VfL Wolfsburg (Karl Degener, Jürgen Meyer, Michael Ritter)                      | 12:59:03                   | keine Mannschaftswertung ausgetragen                                  |
| 1980 | Achern-Önsbach             | 21. Sept.                  | LAC Quelle Fürth (Hans Binder, Alfons Schwarz, Robert Mildenberger)             | 12:51:54                   | keine Mannschaftswertung ausgetragen                                  |
| 1979 | Stuttgart                  | 11. Aug.                   | LAC Quelle Fürth (Hans Binder, Heinrich Schubert, Wolfgang Werner)              | 12:25:43                   | keine Mannschaftswertung ausgetragen                                  |
| 1978 | Eschborn                   | 1. Okt.                    | TSV Salzgitter (Gerhard Weidner, Karl Degener, Hans-Joachim Kloppe)             | 12:37:53,7                 | keine Mannschaftswertung ausgetragen                                  |
| 1977 | Mühldorf                   | 9. Okt.                    | LAC Quelle Fürth (Heinrich Schubert, Alfons Schwarz, Wolfgang Werner)           | 12:46:11,2                 | keine Mannschaftswertung ausgetragen                                  |
| 1976 | Rhede                      | 10. Okt.                   | TSV Salzgitter (Gerhard Weidner, Hans-Joachim Kloppe, Karl Degener)             | 13:20:00                   | keine Mannschaftswertung ausgetragen                                  |
| 1975 | Holzkirchen                | 13. Juli                   | LAC Quelle Fürth (Bernd Kannenberg, Leo Frey, Alfons Schwarz)                   | 12:53:56,0                 | keine Mannschaftswertung ausgetragen                                  |
| 1974 | Salzgitter                 | 13. Okt.                   | VfL Wolfsburg (Heinz Mayr, Bernhard Schmidt, Manfred Kolvenbach)                | 13:16:55,6                 | keine Mannschaftswertung ausgetragen                                  |
| 1973 | Eschborn                   | 16. Sept.                  | Eintracht Frankfurt (Hans Michalski, Jürgen Schönfeld, Walter Drössler)         | 13:21:58,2                 | keine Mannschaftswertung ausgetragen                                  |
| 1972 | Eschborn                   | 17. Juni                   | LAC Quelle Fürth (Bernd Kannenberg, Dr. Herbert Meier, Alwin Reng)              | 13:14:59,2                 | keine Mannschaftswertung ausgetragen                                  |
| 1971 | Achern-Önsbach             | 11. Juli                   | LAC Quelle Fürth (Dr. Herbert Meier, Bernd Kannenberg, Alwin Reng)              | 13:04:43,4                 | keine Mannschaftswertung ausgetragen                                  |
| 1970 | Eschborn                   | 19. Juli                   | Eintracht Frankfurt (Peter Schuster, Bernhard Nermerich, Horst-Rüdiger Magnor)  | 12:26:05,0                 | keine Mannschaftswertung ausgetragen                                  |
| 1969 | Eschborn                   | 20. Juli                   | Eintracht Frankfurt (Peter Schuster, Bernhard Nermerich, Horst-Rüdiger Magnor)  | 13:54:10,2                 | keine Mannschaftswertung ausgetragen                                  |
| 1968 | Friedrichsgabe             | 21. Juli                   | Eintracht Frankfurt (Bernhard Nermerich, Horst-Rüdiger Magnor, Julius Müller)   | 12:55:48,4                 | keine Mannschaftswertung ausgetragen                                  |
| 1967 | Stuttgart                  | 5. Aug.                    | Eintracht Frankfurt (Bernhard Nermerich, Horst-Rüdiger Magnor, Hans Gräfe)      | 13:25:04,2                 | keine Mannschaftswertung ausgetragen                                  |
| 1966 | Friedrichsgabe             | 17. Juli                   | Eintracht Frankfurt (Bernhard Nermerich, Horst-Rüdiger Magnor, Claus Bartels)   | 13:43:00,6                 | keine Mannschaftswertung ausgetragen                                  |
| 1965 | Bietigheim                 | 19. Sept.                  | Hannover 96 (Hannes Koch, Hans-Jürgen Paul, Erich Rodermund)                    | 14:19:25,2                 | SC Dynamo Berlin (Christoph Höhne, Hans-Georg Reimann, Rieger)        |
| 1964 | Karlsruhe                  | 18. Juni                   | Eintracht Frankfurt (Bernhard Nermerich, Julius Müller, Siegmut Halboth)        | 14:57:15,6                 | SC Dynamo Berlin (Christoph Höhne, Burkhard Leuschke, Roland Hadrych) |
| 1963 | Eschborn                   | 27. Okt.                   | Eintracht Frankfurt (Hannes Koch, Bernhard Nermerich, Claus Bartels)            | 13:48:19                   | SC Dynamo Berlin (Roland Hadrych, Burkhard Leuschke, Rieger)          |
| 1962 | Altenrath                  | 30. Juni                   | Eintracht Frankfurt (Julius Müller, Siegmut Halboth, Claus Bartels)             | 14:07:56,6                 | SC Dynamo Berlin (Christoph Höhne, Roland Hadrych, Roth)              |
| 1961 | Friedrichsgabe             | 28. Juli                   | Eintracht Braunschweig (Heinz Mayr, Walter Stoltz, Lothar Wrase)                | 15:14:09,2                 | SC Einheit Berlin (Hannes Koch, Kurt Sakowski, Gerhard Sperling)      |
| 1960 | Celle                      | 2. Okt.                    | SV Friedrichsgabe (Claus Biethan, Gerd Nickel, Harald Michelsen)                | 15:08:00                   | Dynamo Leipzig (Max Weber, Roland Hadrych, Merzdorf)                  |
| 1959 | Delmenhorst                | 16. Aug.                   | SV Friedrichsgabe (Claus Biethan, Harald Michelsen, Harry Binner)               | 14:58:39                   | Dynamo Leipzig (Max Weber, Roland Hadrych, Gerhard Köllner)           |
| 1958 | Rottach-Egern              | 5. Okt.                    | Eintracht Braunschweig (Horst Thomanske, Walter Stoltz, Gustav Peinemann)       | 15:07:17,8                 | Dynamo Leipzig (Thomas, Korb, Balzer)                                 |
| 1957 | Stuttgart                  | 6. Okt.                    | Hamburger SV (Claus Biethan, Emil Griem, Claus Bartels)                         | 14:19:43,4                 | Dynamo Leipzig (Max Weber, Gerhard Köllner, Helmut Hilbert)           |
| 1956 | Bielefeld                  | 30. Sept.                  | Eintracht Braunschweig 1 (Walter Stoltz, Gustav Peinemann, Hans-Jürgen Dressel) | 15:26:31,8                 | Dynamo Leipzig (Max Weber, Gerhard Köllner, Helmut Hilbert)           |
| 1955 | Dortmund                   | 25. Sept.                  | Grün-Weiß Essen (Wolfgang Döring, Alfred Fattmann, Vaupel)                      | 15:46:31,4                 | Dynamo Leipzig (Max Weber, Erich Kunz, Helmut Hilbert)                |
| 1954 | Leverkusen                 | 24. Juli                   | Eintracht Braunschweig (Gustav Peinemann, Walter Stoltz, Viktor Siuda)          | 15:47:02,4                 | Dynamo Leipzig (Erich Kunz, Martin Ebert, Helmut Hilbert)             |
| 1953 | Nürnberg                   | 23. Aug.                   | Eintracht Braunschweig (Walter Stoltz, Gustav Peinemann, Theo Arendes)          | 15:56:11,0                 | Dynamo Leipzig (Erich Kunz, Martin Ebert, Helmut Hilbert)             |
| 1952 | Hamburg                    | 8. Juni                    | Hamburger SV (Emil Griem, Feucht, Friedrich Prehn)                              | 15:21:02                   | SV DVP Berlin (Martin Ebert, Erich Kunz, Helmut Hilbert)              |
| 1951 | Braunschweig               | 9. Sept.                   | Eintracht Braunschweig (Rudolf Lüttge, Theo Arendes, Walter Stoltz)             | 15:28:47                   | SV DVP Berlin (Martin Ebert, Erich Kunz, Helmut Hilbert)              |
| 1950 | München                    | 20. Aug.                   | WSV Braunschweig (Herbert Nagel, Gustav Peinemann, Ludwig)                      | 15:54:45                   | Wettbewerb nicht im Meisterschaftsprogramm                            |
| 1949 | Stuttgart                  | 21. Aug.                   | Eintracht Braunschweig (Rudolf Lüttge, Walter Stoltz, Wilhelm Kneifel)          | 15:37:37                   | Wettbewerb nicht im Meisterschaftsprogramm                            |

## Mannschaften: Deutsche Meister 1927 bis 1941 (DLV)
Das 50-km-Gehen wurde nur für Männer ausgetragen.
| Jahr | Ort               | Datum       | Verein                                                                  | Ergebnis             |
| ---- | ----------------- | ----------- | ----------------------------------------------------------------------- | -------------------- |
| 1941 | Berlin            | 24. August  | Eintracht Braunschweig (Theo Arendes, Gustav Peinemann, Hans Kandutsch) | 14:29:53,6 h         |
| 1940 | Berlin            | 18. August  | Brigade 35 Leipzig (Erich Blau, Herbert Nagel, Martin Köhler)           | 9 P (Plätze 3/4/5)   |
| 1939 | Kassel            | 30. Juli    | Brigade 35 Leipzig (Erich Blau, Herbert Nagel, Dammrau)                 | 11 P (Plätze 3/5/16) |
| 1938 | Erfurt            | 7. August   | Brigade 35 Leipzig (Erich Blau, Herbert Nagel, Martin Köhler)           | 10 P (Plätze 4/5/9)  |
| 1937 | Bonn              | 25. Juli    | Brigade 35 Leipzig (Friedrich Prehn, Kirsch, Martin Köhler)             | Plätze 1/4/5         |
| 1936 | Berlin            | 21. Juli    | SV St. Georg 1895 Hamburg (Feucht, Neurath, Schröder)                   | Plätze 6/7/11        |
| 1935 | Berlin            | 3. August   | Reichsbahn-SV Berlin (Karl Köppen, Herbert Dill, Johannes Stack)        | 15 P (Plätze 4/6/15) |
| 1934 | Frankfurt am Main | 12. August  | Reichsbahn-SV Berlin (Karl Köppen, Schostak, Paul Sievert)              | 15 P (Plätze 3/5/7)  |
| 1933 | Duisburg          | 1. Oktober  | Duisburger SV 1900 (Fritschen, Loges, Simon)                            | 18 P (Plätze 4/5/8)  |
| 1932 | Berlin            | 2. Oktober  | Berliner AK (Bliß, Fritz Bleiweiß, Schulze)                             | 18 P (Plätze 8/9/13) |
| 1931 | München           | 4. Oktober  | SCC Berlin (Carl Brockmann, William Schnitt, Fietz)                     | 10 P (Plätze 4/5/8)  |
| 1930 | Duisburg          | 5. Oktober  | SCC Berlin 1 (Carl Brockmann, William Schnitt, Fietz)                   | 13 P (Plätze 3/4/6)  |
| 1929 | Berlin            | 14. Oktober | Schwarz-Weiß Erfurt (Karl Hähnel, Ledermann, Weise)                     | 4 P (Plätze 1/14/16) |
| 1928 | Nürnberg          | 7. Oktober  | SCC Berlin (Carl Brockmann, Jentzsch, William Schnitt)                  | 8 P (Plätze 4/7/8)   |
| 1927 | Erfurt            | 2. Oktober  | SCC Berlin (Carl Brockmann, Blechstein, Jentzsch)                       | 21 P (Plätze 3/7/11) |